# 三明经
三明经，南传上座部佛教《巴利文大藏经》中的长部第十三部经。
佛陀在乔萨罗国时，有两位婆罗门人争吵如何获得解脱，后争执无果，请教佛陀。佛陀问其是是否见过梵天，其回答没有。佛陀表示即无见得梵天，又如何相传？并表示梵天没有爱欲、仇恨等，而婆罗门深陷五欲、五盖。此后，佛陀教导比丘修行戒定慧，修行四梵住，才为与梵天共住之道。该两位青年听后，决定皈依佛法僧，并成为优婆塞。
该佛经在汉传佛教的《大正新修大藏经》对应经典为《長阿含經·三明經》（第1部第104卷）。